# Теорија музике
Теорија музике (енгл. music theory и фр. théorie de la musique) је наука која се бави тумачењем музичких елемената, правила и закона по којима се они примењују приликом стварања и извођења музичких дела, од чије праксе је ова наука и настала.
Сви елементи теорије музике су уједно и наставни предмети у нижим и средњим музичким школама и на музичким академијама - факултетима, јер су у тесној вези са живом музичком праксом.
Назив теорија је грчког порекла и значи посматрање, објашњење.
Теорију музике чине:
1. Основи теорије музике (општи музички појмови: нотација - ортографија, именовање тонова, музичке лествице...)
2. Хармонија[3], однос и веза тонова акорада у складну целину, према хармонским законима. Проучава хомофони слог, тј, такву фактуру вишегласног става у којој доминира вертикални елемент (постоји један водећи мелодијски глас и њему подређена хармонска пратња).
3. Контрапункт[4], наука вођења гласова, где су они равноправни и релативно самосталне мелодијске линије (полифони или контрапунктски слог је хоризонтално оријентисан).
4. Музички облици[5], облици које композитор изабира да би у њима приказао свој унутрашњи свет.
5. Акустика, наука о звуку. Она је део физике.
6. Метрика, наука која се бави односом наглашених и ненаглашених тонова и ритам, ток тонова различитог временског трајања.
7. Оркестрација, расписивање музичког дела у деонице за поједине музичке инструменте (за оркестар) и то према законима оркестрације, водећи рачуна на звучне и техничке могућности инструмената, њихове карактере и опсеге.